# Schreckliche Akazie
|  | Dieser Artikel wurde aufgrund von formalen oder inhaltlichen Mängeln in der Qualitätssicherung Biologie im Abschnitt „Pflanzen“ zur Verbesserung eingetragen. Dies geschieht, um die Qualität der Biologie-Artikel auf ein akzeptables Niveau zu bringen. Bitte hilf mit, diesen Artikel zu verbessern! Artikel, die nicht signifikant verbessert werden, können gegebenenfalls gelöscht werden. Lies dazu auch die näheren Informationen in den Mindestanforderungen an Biologie-Artikel. |

Die Schreckliche Akazie (Vachellia horrida (L.) Kyal. & Boatwr., Syn.: Acacia horrida (L.) Willd., Acacia latronum (L.f.) Willd., Mimosa horrida L., Mimosa latronum L.f., Acacia horrida Span.) ist eine Pflanzenart aus der Gattung der Vachellia innerhalb der Familie Hülsenfrüchtler (Fabaceae).

## Beschreibung
Die Schreckliche Akazie ist ein stark bedornter Busch oder kleiner Baum der Wuchshöhen von 2–4 Metern oder höher erreicht. Die kurz gestielten Blätter sind doppelt gefiedert, die elliptisch bis länglichen, dicklichen Blättchen sind bis 6 mm lang. An den Blattstielen sind extraflorale Nektarien vorhanden. Die hell- bis weißgräulichen, spitzigen Dornen können über 10 cm lang werden, sie sind meist paarig und verwachsen. Die größeren Dornen sind oft hohl. Die kurzen und glasbürstenförmigen Blütenstände sind lockere, weißliche und achselständige Ähren, sie erscheinen einzeln oder zu zweit. Die kleinen, zwittrigen, vierzähligen Blüten besitzen viele lange vorstehende Staubblätter und einen oberständigen Fruchtknoten mit langem, seitlich ansetzendem Griffel. Die Kronblätter sind cremefarben.
Es werden schwärzliche, abgeflachte und sichelförmige bis gerade, etwa 2,5–5 cm × 1–2 cm große Hülsenfrüchte mit bis zu vier Samen gebildet. Die hellbräunlichen Samen sind elliptisch, abgeflacht und etwa 5 mm groß.

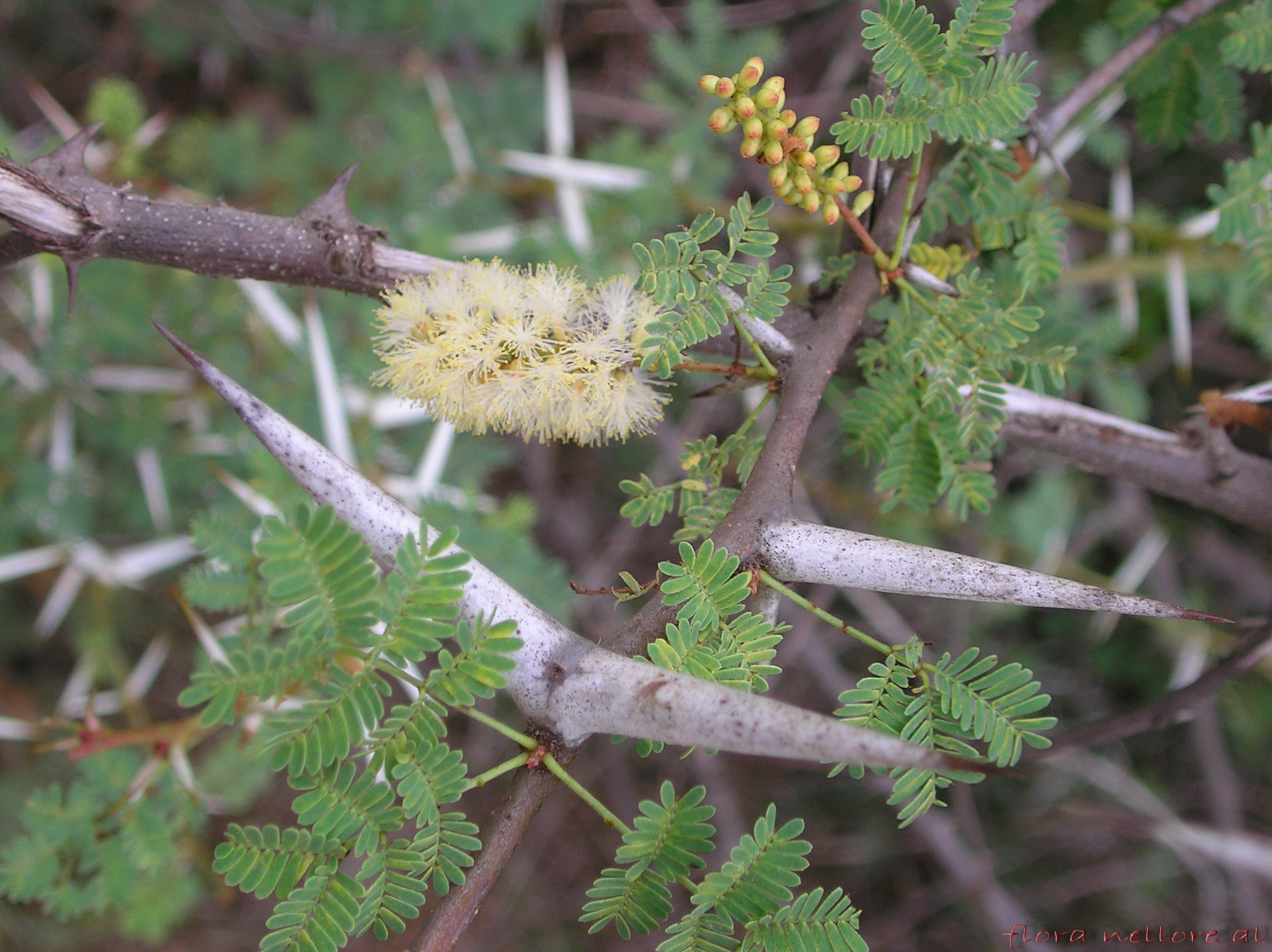
Vachellia horrida; Blütenstand, Dornen und Blätter
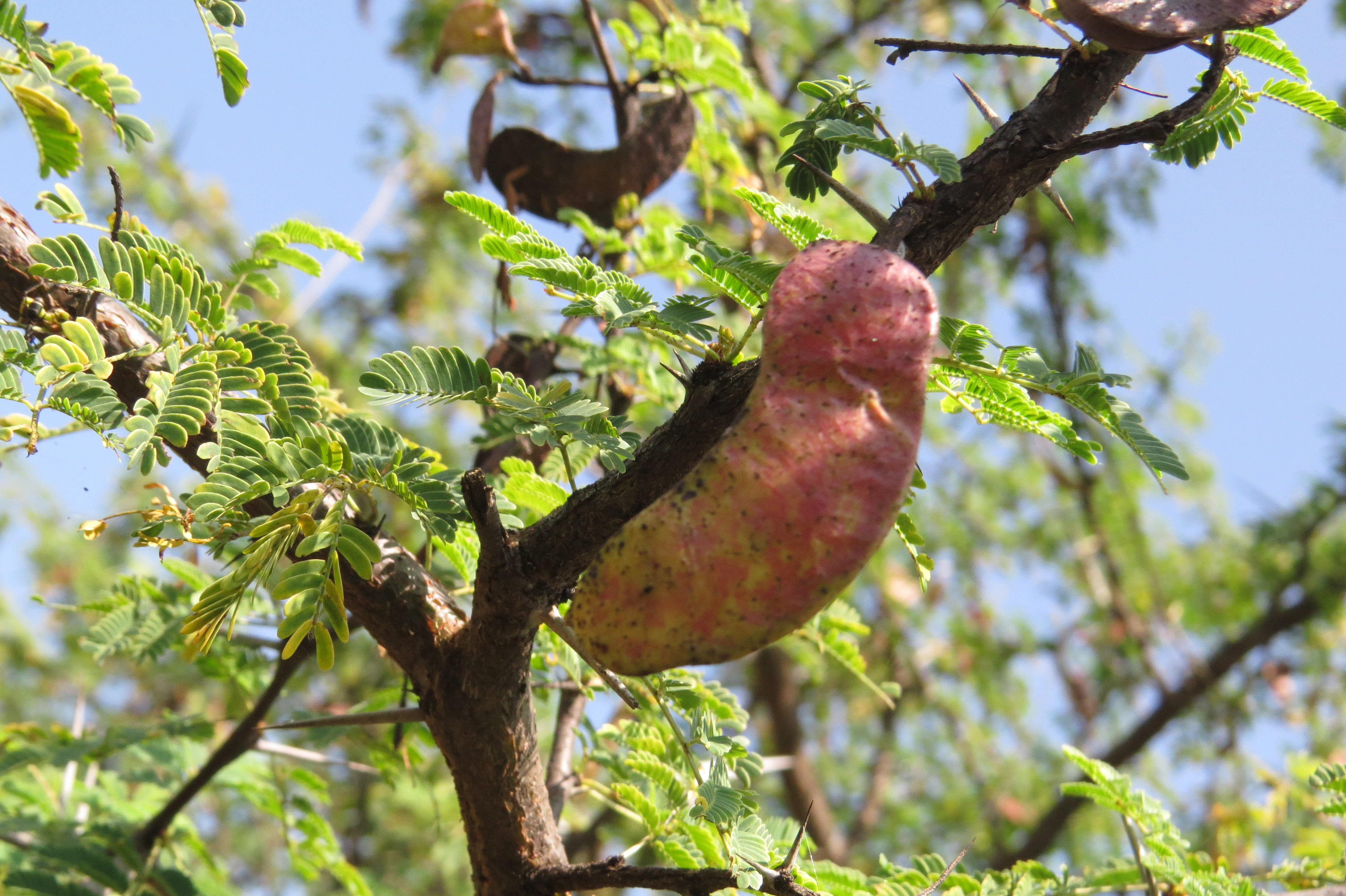
Vachellia horrida Früchte

## Verbreitung
Die Vachellia horrida kommt in Indien, in Äthiopien, Kenia, Uganda, Somalia und im Sudan vor.